# Martha Annie Whiteley
Pour les articles homonymes, voir Whiteley.
Martha Annie Whiteley, (11 novembre 1866 – 24 mai 1956) est une chimiste et mathématicienne britannique. Elle milite pour l'inclusion des femmes en chimie, soutenant notamment l’entrée de femmes au sein de la Royal Society of Chemistry. Elle est nommée comme l’une des 175 personnalités influentes de la chimie par la Royal Society of Chemistry.

## Biographie

### Premières années
Martha Whiteley est née à Chelsea, Londres en Angleterre le 11 novembre 1866. Sa mère, Hannah Bargh, meurt dans les années 1870, et son père William Sedgewick Whiteley se remarie en 1880 avec Mary Bargh Turner Clark .
Martha Whiteley commence ses études à Londres, dans une Girls' Day School Trust, école indépendante favorisant l’éducation des femmes. Elle poursuit ses études au Royal Holloway College de l’université de Londres, où elle obtient en 1890 une licence de chimie. De plus, elle passe une série d’examens, les Honour moderations en mathématiques de l’université d'Oxford.
De 1891 à 1900, elle enseigne les sciences à la Wimbledon High School, puis au St. Gabriel’s Training College, Camberwall jusqu’en 1902. En parallèle, elle débute des recherches en chimie organique des composés barbituriques au sein du Royal College of Science, sous la direction de William A. Tilden. Elle obtient en 1902 son doctorat du Royal College of Science (en) pour ses recherches sur la synthèse et les propriétés des amides et oximes.

### Carrière académique
Après l’obtention de son doctorat en 1902, le Dr Martha Whiteley est l’une des deux seules femmes employées au Royal College of Science (en). En 1907, le Royal College of Science est regroupé avec l’Imperial College. En 1912, elle fonde l’Imperial College Women’s association avec le support de Sir Alfred Keogh, afin de promouvoir l’égalité des sexes en chimie.
Le Dr Martha Whiteley prend sa retraite en 1934 , mais participe en tant qu’éditrice et contributrice au Thorpe’s Dictionary of Applied Chemistry avec Jocelyn Field Thorpe. À la mort de cette dernière, le Dr Whiteley devient l’éditrice principale de la quatrième édition.
Les travaux du Dr Whiteley font l’objet d’un chapitre détaillé dans le European Women in Chemistry, publié en 2011.

## Efforts de guerre
Durant la première guerre mondiale, les laboratoires de l'Imperial College sont utilisés pour analyser les échantillons collectés sur le champ de bataille. Le Dr Whiteley et ses collègues concentrent leurs efforts sur les gaz irritants et lacrymogènes. Elle travaille avec Frances Micklethwait sur une tranchée expérimentale à l’Imperial College, leur permettant de tester gaz et explosifs. Le Dr Whiteley est blessée au bras au cours d’une expérimentation sur le gaz moutarde. 
Durant cette période, elle développe également des anesthésiques de synthèse auparavant importés d’Allemagne, comme la beta-eucaine, la phénacétine et la procaine.
En 1920, le Dr Whiteley reçoit la médaille d’honneur de l’ordre de l’Empire britannique pour ses contributions scientifiques durant la guerre.

## Contributions pour l’égalité des sexes en chimie
Dr Whiteley est une militante pour l’égalité des sexes en chimie. Avant la création de l’Imperial College Women’s association en 1912, elle travaille à une restauration des vestiaires féminins pour les employées et étudiantes de l’Imperial College.
En 1904, avec 19 autres femmes, elle milite pour l’admission des femmes au sein de la Royal Society of Chemistry à Londres. En 1908, les membres de la société votent en faveur de l’admission des femmes, mais il faudra attendre 1920 pour que les femmes puissent être membres à part entière. Le Dr Whiteley et Ida Smedley Maclean (en) fondent le club féminin de la Royal Society of Chemistry.
Le Dr Whiteley devient la première femme élue au conseil de la Royal Society of Chemistry.